# Ricardo Lindo
Ricardo Leopoldo Lindo Kirkland (26 gennaio 1970) è un ex cestista statunitense con cittadinanza panamense.

## Carriera
Con Panama ha disputato i Campionati americani del 2009.